# Parque Costazul
Parque Costazul es un centro comercial del tipo urbano ubicado en Pampatar, en la Isla de Margarita, Estado Nueva Esparta (Venezuela). Es, junto a Parque Los Aviadores, Maracay y Parque Cerro Verde, Caracas, uno de los centros comerciales construidos y administrado bajo la empresa neoespartana Grupo Sigo, especializada en el rubro de hipermercados. Se puede considerar como el centro comercial más grande del Oriente venezolano, así como el segundo centro comercial más grande de Venezuela, con 84.000 m² de área rentable.[cita requerida]

## Historia
Su construcción comienza por el Grupo Sigo a finales de 2008, siendo finalizada a inicios de 2012, inaugurándose solamente la "Zona Oeste" el 5 de mayo de 2012, abriendo solamente las tiendas Sigo HomeMarket, Sigo Bodegón, Banesco, Arte Gelato, Pasarella, PinStore y Gatsby; paulatinamente se han estado abriendo otras tiendas.
A principios de agosto de 2012, fueron abiertos al público la Zona Central y Zona Este.

## Características

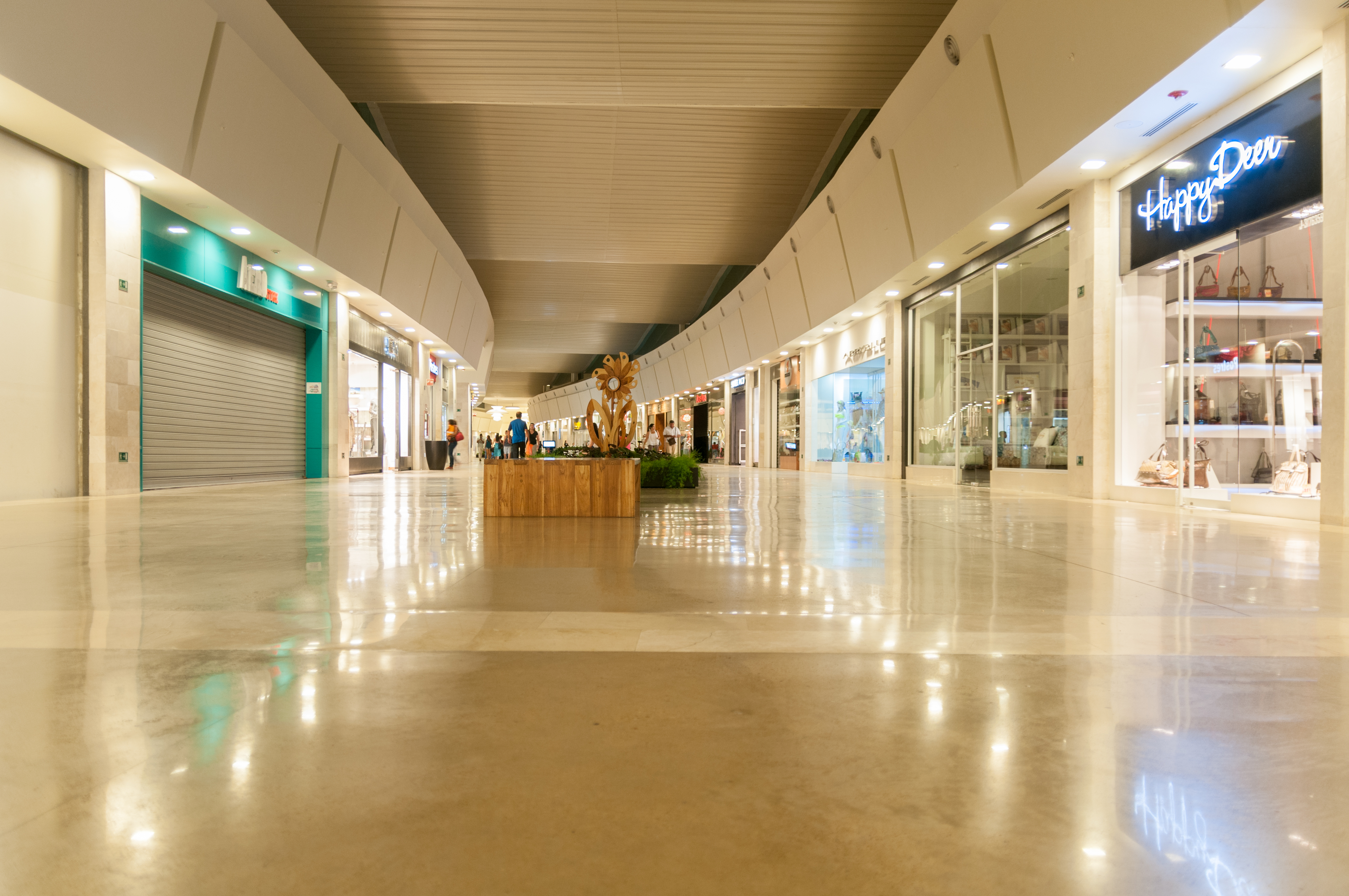
Parque Costa Azul Shopping Center.

Cuenta con 300 locales aproximadamente, 30 locales gastronómicos, las tiendas de Sigo S. A que incluye un supermercado Sigo SuperMarket de 7.000 m², Sigo HomeMarket de 6.000 m², Bodegón Sigo 1.000 m² y el MiniMarket, un gimnasio de 1.000 m², 10 salas de cine premium operadas por la cadena Cinex, anclas como Zara, Bershka, Gatsby, Cortefiel, Mango, Nike, Timberland, MAC Cosmetics, Perfumería Glam Éclat, Locatel, Planeta Sports y un tenant-mix. Asimismo cuenta con un hotel cinco estrellas gestionado por la cadena Unik, del Grupo Sunsol.